# أوغستين فريدريش فالتر
أوقستين فريدريش فالتر (بالألمانية: Augustin Friedrich Walther)‏ (و. 1688 – 1746 م) هو عالم نبات، وطبيب من الإمبراطورية الرومانية المقدسة . ولد في فيتنبرغ .
توفي في لايبزيغ ، عن عمر يناهز 58 عاماً.